# A lány története
A lány története (eredeti cím: The Girl in the Book) 2015-ben bemutatott amerikai film, amelyet Marya Cohn rendezett és írt.
A producerei Kyle Heller és Gina Resnick. A főszerepekben Emily VanCamp, Michael Nyqvist, David Call, Michael Cristofer és Talia Balsam láthatók. A film gyártója a Varient és a Busted Buggy Entertainment, forgalmazója a Freestyle Releasing. Műfaja filmdráma.
Amerikában 2015. december 11-én mutatták be a mozikban. Magyarországon 2016. április 30-án mutatta be a Cinemax.

## Szereplők
| Szereplő | Színész            | Magyar hang       |
| --- | ------------------ | ----------------- |
| Alice Harvey | Emily VanCamp      | Csuha Borbála     |
| Alice fiatalon | Ana Mulvoy-Ten     | Pekár Adrienn     |
| Milan Daneker | Michael Nyqvist    | Csankó Zoltán     |
| Emmett Grant | David Call         | Szatory Dávid     |
| Apa | Michael Cristofer  | Konrád Antal      |
| Anya | Talia Balsam       | Udvarias Anna     |
| Sadie | Ali Ahn            | Gáspár Kata       |
| Tyler | Mason Yam          | Pál Dániel Máté   |
| Lynn | Courtney Daniels   | Mohácsi Nóra      |
| Jack | Jordan Lage        | Debreczeny Csaba  |
| Keith | Josh Green         | Jéger Zsombor     |
| Helene | Kellie Overbey     | Farkas Zita       |
| Corine | Kaneza Schaal      | Eke Angéla        |
| Tanár | Joel Van Liew      | Beratin Gábor     |
| Karen | Hollis Witherspoon | Sipos Eszter Anna |
| További magyar hangok |                    |                   |
| Berkes Bence, Bor László, Hábermann Lívia, Kiss László, Lipcsey Colini Borbála, Szrna Krisztián, Tarr Judit, Törtei Tünde |                    |                   |